# Baby te huur
 Baby te huur  is een Nederlands amusementsprogramma van BNN, dat sinds begin 2008 wordt uitgezonden op NPO 3.

## Format
In Baby te huur worden vijf jonge stelletjes (tussen 17 en 23 jaar) drie weken lang 24 uur per dag gevolgd terwijl ze versneld door de verschillende fasen van het opvoeden van een kind gaan. Ze worden in een eengezinswoning geplaatst, en krijgen achtereenvolgens een baby, een peuter, een schoolkind en een puber om voor te zorgen. De echte ouders van de 'geleende' kinderen kijken via camera's mee. Om het hoofdstuk af te sluiten, komt er ook nog een senior voor een paar daagjes.

### Afleveringen

#### Seizoen 1
De serie bestaat uit 8 afleveringen van elk 45 minuten.
- Aflevering 1: De stellen gaan samenwonen, en een zwangerschap wordt gesimuleerd.
- Aflevering 2: De bevalling en komst van de baby's
- Aflevering 3: De baby's brengen een hoop zorg met zich mee, emotionele afscheid van de baby's
- Aflevering 4: Een nieuwe fase breekt aan, de peuters, en sommige komen er met twee tegelijk
- Aflevering 5: Heftig afscheid van de peuters, schoolkinderen worden ontvangen
- Aflevering 6: Kinderfeestje bij de schoolkinderen, en een confronterend afscheid
- Aflevering 7: De pubers arriveren, met ook een paar viervoeters erbij
- Aflevering 8: Terugblik, hoe gaat het nu met alle de koppels

#### Seizoen 2
Het tweede seizoen startte op 25 januari 2009 en de laatste op 22 maart 2009. Op 29 maart werd er een compilatie van het tweede seizoen uitgezonden.

#### Seizoen 3
Het derde seizoen startte op 19 juli 2009. dit seizoen is een editie waarin de koppels voor het eerst met elkaar en de kinderen op vakantie gaan. dit seizoen heet dan ook Baby te huur op vakantie.

#### Seizoen 4
Op 10 juni 2016 werd door BNN/Vara bekendgemaakt dat het programma Baby te huur een nieuw seizoen krijgt. Dit seizoen gaat vanaf dinsdag 25 oktober om half 9 van start.